# Kurt Lindner (Unternehmer)
Julius Kurt (auch: Curt) Lindner senior (* 10. März 1877 in Großenhain; † 6. April 1966 in Eggolsheim) war ein deutscher Unternehmer, Verbandsfunktionär und Politiker (DDP). Ab 1902 leitete er die von ihm übernommene Porzellanfabrik für elektrisches Zubehör als „Lindner & Co“ (heute ELSO) in Sondershausen.

## Leben
Lindner war der Sohn des Viehhändlers Karl Hermann Lindner und dessen Ehefrau Johanne Wilhelmine Pauline geb. Hensel († 21. September 1914 in Sondershausen). Er war evangelisch-lutherischer Konfession und heiratete am 27. März 1904 in erster Ehe in Gotha Ida Margarethe Taubert (* 15. Dezember 1880 in Gotha; † 21. Februar 1927 in Sondershausen), die Tochter des Weinhändlers Heinrich Louis Taubert. Am 4. April 1928 heiratete er in zweiter Ehe die Schwester der ersten Ehefrau Hedwig Martha Taubert (* 30. März 1882 in Gotha; † 1. Oktober 1968 in Bamberg). Der älteste Sohn Kurt (* 27. November 1906 in Sondershausen; † 17. November 1987 in Bamberg) besuchte das humanistische Gymnasium in Sondershausen, trat in die elterlichen Unternehmen ein und machte sich als Jagdwissenschaftler einen Namen.
Lindner besuchte die Volksschule und ab 1886 die Realschule in Großenhain. 1892 bis 1895 machte er eine Banklehre bei der Credit- und Sparbank in Leipzig (die später von der Commerzbank übernommen wurde). 1895 bis 1896 arbeitete er bei der Hildesheimer Bank und leistete dann seinen Militärdienst als Einjährig-Freiwilliger beim Infanterie-Regiment 79 in Hildesheim. 1897 bis 1898 arbeitete er für den Magdeburger Bankverein (später Deutsche Bank) und 1898 bis 1902 beim Hofbankhaus Gebr. Goldschmidt in Gotha.
Als Prokurist der Bank war er nach dem Konkurs der Firma Karl Flick & Co. in Jecha, die elektrotechnische und andere Porzellanartikel sowie Metallwaren herstellte, mit deren Neustrukturierung befasst. Dies führte Ende März 1902 zur Neugründung der Firma als „Lindner & Co. in Jecha“. Ab September 1903 war Lindner Alleininhaber; er konzentrierte die Produktion auf elektrotechnische Porzellanartikel.
Lindner wurde für 1910 bis 1924 zum Mitglied der Handelskammer von Schwarzburg-Sondershausen gewählt. 1924 bis 1933 gehörte er dem Vorstand des Zentralverbandes der Elektroindustrie an. 1925 bis 1933 war er Präsident des Verbandes der Mitteldeutschen Industrie und Mitglied im Reichsverband der Deutschen Industrie. Nach der Machtergreifung der Nationalsozialisten durfte er diese Verbandstätigkeiten nicht mehr ausüben.
Lindner war in der Freimaurerei aktiv. Er war ab 1908 Mitglied der Loge Ernst zum Compaß in Gotha und gründete zusammen mit anderen im März 1920 in Sondershausen ein freimaurerisches „Kränzchen“, aus dem im August 1927 die Loge „Schwarzburg zum Doppel-Adler“ hervorging. Darin war er ein „ständig besuchendes Mitglied“ und Angehöriger des Ehrenrats. Die deutschen Logen wurden 1935 verboten.   
Lindner war wegen vieler großzügiger Spenden, so für eine Diakoniestation in Jecha, die Karl-Günther-Schule und die neuen Glocken der Stadtkirche St. Trinitatis, hoch angesehen. 1917 wurde er zum Kommerzienrat ernannt. Zum 25-jährigen Bestehen seiner Firma am 1. April 1927 wurde ihm die Ehrenbürgerschaft der Stadt Sondershausen verliehen. Auch Lindners 60. Geburtstag am 10. März 1937 wurde öffentlich begangen; die Belegschaft schenkte ihm ein von Carl Theodor Protzen geschaffenes Gemälde der Fabrikanlagen.
Am 11. März 1946 demontierte die sowjetische Besatzungsmacht den gesamten Betrieb, 1948 folgte die Enteignung des Werkes. Die Familie, in Sondershausen dadurch ohne materielle Basis, zog daraufhin nach Eggolsheim; im nahen Bamberg hatte Lindner 1938 die Firma Hugo Loebl übernommen.

## Politik
Lindner war in Sondershausen sehr aktiv. Er wurde im Dezember 1909 zum Gemeinderat, im September 1912 zum Stadtrat gewählt. Ende Januar 1919 bewarb er sich auf der „Liste Bielfeld, Lindner“ der Deutschen demokratischen Partei für die erste Landtagswahl nach dem Ende der Monarchie. Die wesentliche Aufgabe des Landtags im neu entstandenen Freistaat war es, das ehemalige Fürstentum in den entstehenden Zusammenschluss der thüringischen Staaten – das neue Land Thüringen – zu überführen; das geschah zum 1. Mai 1920. Anfang Dezember 1920 wurde der Freistaat ein „Gebiet“ von Thüringen und der Landtag eine „Gebietsvertretung“ mit stark verminderten Aufgaben. Lindner verließ den Landtag kurz vor dieser Umwandlung im November.

## Auszeichnungen
- Kommerzienrat (1917)
- Ehrenbürger von Sondershausen (1927)
- Ehrenbürger von Eggolsheim (1952)
- Ehrenbürger der Universität Jena (1929)